# Gare d'Ōtsuki
La gare d'Ōtsuki (大月駅, Ōtsuki-eki) est une gare ferroviaire de la ville d'Ōtsuki, dans la préfecture de Yamanashi au Japon. Elle est exploitée par les compagnies JR East et Fuji Sanroku Denki Tetsudo (Fujikyu).

## Situation ferroviaire
La gare d'Ōtsuki est située au point kilométrique (PK) 87,8 de la ligne Chūō. Elle marque le début de la ligne Fujikyuko.

## Histoire
La gare JR a été inaugurée le 1er octobre 1902. La gare Fujikyu ouvre le 19 juin 1929.

## Services aux voyageurs

### Accès et accueil
La gare dispose d'un bâtiment voyageurs, avec guichet, ouvert tous les jours.

### Desserte

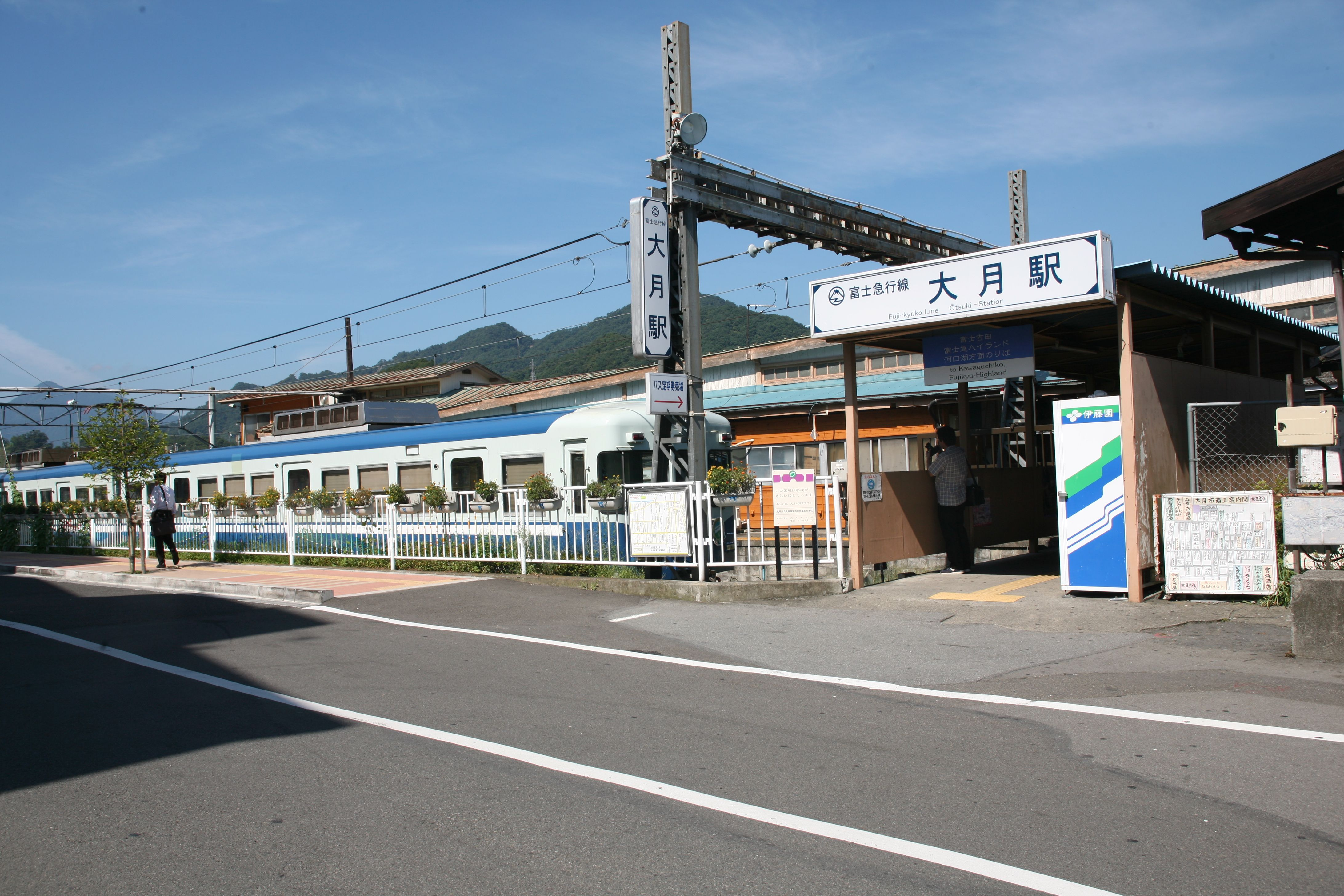
Terminus Fujikyu

#### Fujikyu
- Ligne Fujikyuko :
  - voies 1 et 2 : direction Mont Fuji et Kawaguchiko

#### JR East
- Ligne principale Chūō :
  - voies 3 et 4 : direction Kōfu, Shiojiri et Matsumoto
  - voies 4 et 5 : direction Hachiōji et Shinjuku